# Dirk Möhlenbruch
Dirk Möhlenbruch (* 1953 in Mülheim an der Ruhr; † vor dem 5. Oktober 2023) war ein deutscher Ökonom.

## Leben
Dirk Möhlenbruch, Sohn von Doris Möhlenbruch, geborene Brinker, und Hermann J. Möhlenbruch, dem 1926 geborenen Geschäftsführer und Direktor von Klöckner Rohstoff-Handel in Bottrop, studierte von 1974 bis 1979 Betriebswirtschaftslehre (BWL) an der Universität zu Köln mit dem Abschluss Diplom-Kaufmann und promovierte 1985 an der Philipps-Universität Marburg zum Dr. rer. pol. 1992 habilitierte er sich an der Gerhard-Mercator-Universität Duisburg und erhielt die Venia Legendi für das Fach Betriebswirtschaftslehre. Er nahm Lehraufträge an den Universitäten Leipzig und Halle wahr. Im Wintersemester 1991/1992 vertrat er den Lehrstuhl für Allgemeine BWL und Handelsbetriebslehre an der Philipps-Universität Marburg. Im Jahr 1992 erhielt er Rufe an die Universitäten Leipzig und Halle (Saale). Von April 1992 bis zur Emeritierung im Oktober 2018 war er Inhaber des Lehrstuhls für Betriebswirtschaftslehre, insbesondere Marketing & Handel, an der Martin-Luther-Universität Halle-Wittenberg.
Er wurde 1993 Mitglied im Aufsichtsrat des Instituts für Unternehmensforschung und Unternehmensführung an der Martin-Luther-Universität (ifu) e.V. Von 1993 bis 1998 war er dessen Vorsitzender, anschließend übernahm er das Amt eines stellvertretenden Vorsitzenden. Zudem war er in den Jahren 1995 bis 2010 Kuratoriums-Mitglied der Stinnes Stiftung (Stinnes AG), Berlin. Darüber hinaus nahm er ab 2002 die Funktion eines wissenschaftlichen Beirates der Marketing- & Strategieberatung Conomic, Halle (Saale), wahr. In den Jahren 2001 bis 2003, 2008 bis 2009 und 2013 bis 2015 war er als Geschäftsführender Direktor des Instituts für Betriebswirtschaftslehre der Martin-Luther-Universität Halle-Wittenberg tätig. Seit 2016 war er Mitglied des Kuratoriums der Wolfgang Wirichs-Stiftung, Krefeld.

## Veröffentlichungen
- Betriebswirtschaftliche Probleme einer Kontrolle der Nachfragemacht des Handels unter besonderer Berücksichtigung der Marktabgrenzung und des Diskriminierungsverbotes (= Schriften zur Handelsforschung.  Nr. 71). Göttingen 1985, ISBN 3-509-01394-8.
- Die Planung der Sortimentspolitik im Einzelhandel. Duisburg 1992; veröffentlicht als: Sortimentspolitik im Einzelhandel. Planung und Steuerung. Gabler-Verlag, Wiesbaden 1994, ISBN 978-3-409-13174-2.
- als Hrsg. mit Michaela Hartmann: Der Handel im Informationszeitalter. Konzepte, Instrumente, Umsetzung. Gabler, Wiesbaden 2002, ISBN 978-3-409-11853-8.